# Tao-Klardschetien

Flagge Tao-Klardschetiens

Tao-Klardschetien (georgisch ტაო-კლარჯეთი Tao-Klardscheti) war ein mittelalterliches georgisches Königreich. Es war Namensgeber der früheren georgischen Provinz Tao. Heute liegt das Gebiet in der Türkei, in den Regionen Erzurum, Artvin, Ardahan und Kars und zum Teil in Rize.

## Geschichte

### Antike
In der Antike existierte in Tao-Klardschetien das Reich Diaochi seit dem 13. Jahrhundert v. Chr. Später gehörten die nördlichen Teile zu Kolchis, der Süden zum Persischen Reich, Pontos, Armenien und dem Römischen Reich. Mehrmals war auch der Süden kurzzeitig Teil eines georgischen Staates, meist Iberien.

### Entstehung des Königreiches
Den Grundstein für die Entstehung des Königreiches legte der Erismtawari von Kartlien, der Bagratide Aschot, als er 807 den Arabern zuwiderhandelte und so in den Südwesten seines Landes fliehen musste. Dort baute er mit Hilfe der Byzantiner einen neuen Staat auf, der sich schon bald selbst als Königreich der Georgier bezeichnete. Die Byzantiner verliehen ihm auch den Titel Kuropalat. Die Residenz war anfangs die Stadt Artanudschi. Zu seinem Reich gehörten die ehemals iberischen Provinzen Tao, Klardsheti, Atschara, Nigali, Schaschweti, Artaani, Speri, Samzche und Dschawachetien. Bald gelang es Aschot auch, einen Teil Innerkartliens bis zum Ksani zu erobern. Aschot begründete die georgische Bagratiden-Dynastie.
Nach dem Tod Aschots konnten die Araber Kartlien wieder ganz zurückerobern, der Stammbesitz der Bagratiden blieb aber unangetastet.

### Höhepunkt der Macht

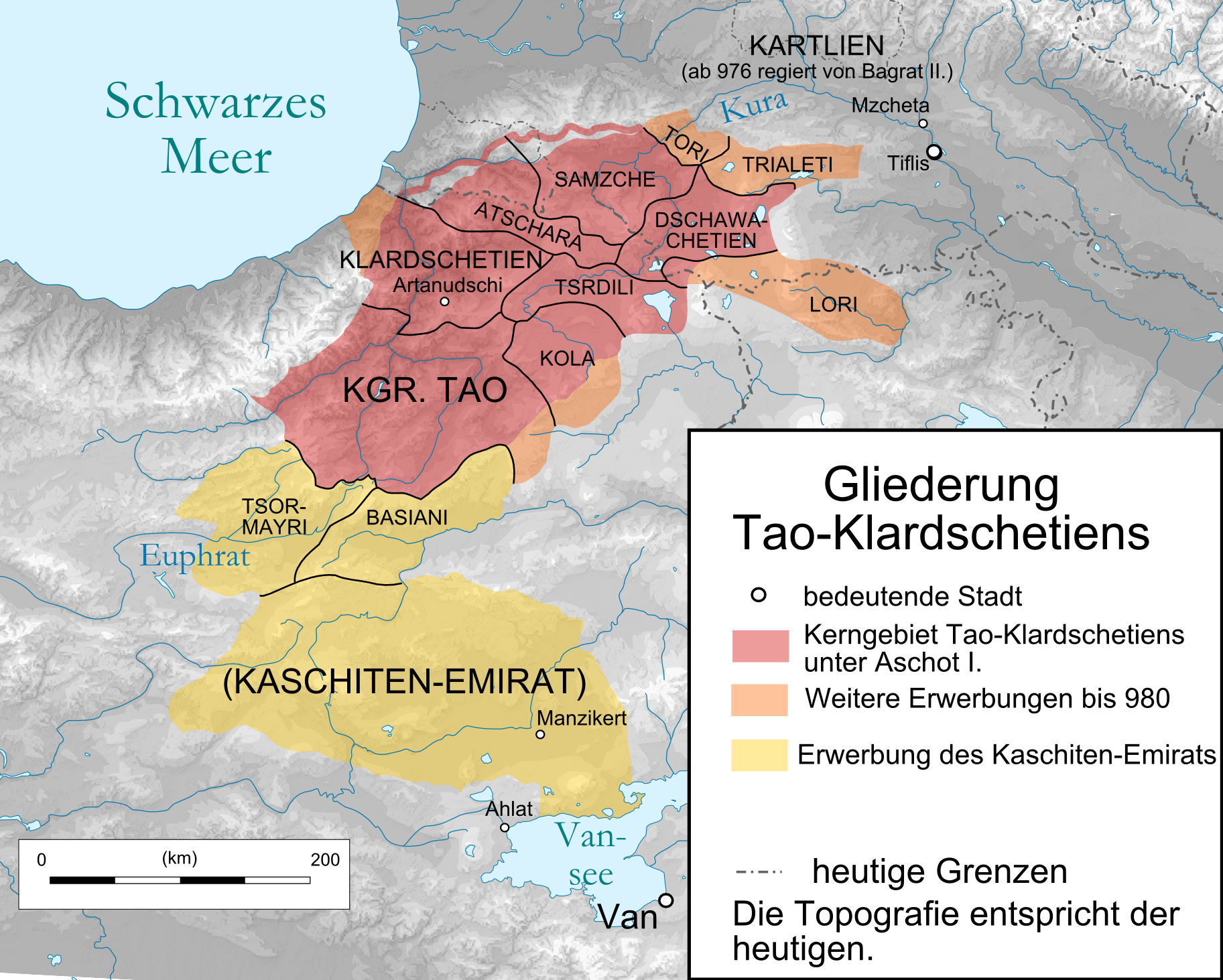
Entwicklung und Gliederung Tao-Klardschetiens

Bald spaltete sich das Herrscherhaus in einen klardschetischen und zwei taoische Teile. Der eine Zweig von Tao trug den Titel des Königs von Georgien, der andere den des Königs von Tao. Dennoch blieb die Einheit Tao-Klardschetiens weitgehend erhalten und die Wirtschaft und Kultur blühten auf. Nachdem Bagrat den Arabern gegen das Emirat von Tiflis geholfen hatte, um dieses nicht mächtiger werden zu lassen, bekam er Innerkartlien zugesprochen. Mit dieser schwankenden Politik zwischen Byzanz und dem arabischen Kalifat konnte das Reich seine Grenzen ausdehnen. 842 konnte Aschots Sohn Bagrat im Bündnis mit Muhammad, Feldherrn des Kalifen, Innerkartlien vom Emirat zurückerobern. In den 860er Jahren ging das Gebiet an Egrisi-Abchasien verloren.
Ende des 9. Jahrhunderts gelangte das armenische Reich von Schirak unter den armenischen Bagratiden zu großer Macht. Das Verhältnis zu Tao-Klardschetien war gut, Adarnase II. von Tao rettete Sumbat von Armenien sogar den Thron. Mit der Annäherung zwischen Armenien und Egrisi-Abchasien jedoch entfremdeten sich die beiden Staaten wieder.
Im 10. Jahrhundert konnte Dawit III. von Tao seine Macht bedeutend erweitern und so die Einigung Georgiens vorantreiben. Tao ging zu dieser Zeit zusammen mit anderen christlichen Staaten und Byzanz gegen die Araber vor, deren Reich zusammenbrach. Kurzzeitig konnte auch Innerkartlien zurückerobert werden, das aber 924 wieder an Abchasien verloren ging. Als 976 bis 979 aber Kleinasien unter Bardas Skleros gegen die Herrschaft Byzanz’ einen Aufstand wagte, war das alles in Gefahr. Skleros eroberte Armenien und fast alle asiatischen Provinzen von Byzanz. Als er 978 die letzte kleinasiatische Provinz, Nikäa, einnahm, war Byzanz von vielen See- und Handelswegen abgeschnitten. Konstantinopel wandte sich an Dawit II. von Tao und bat um Hilfe. Dieser vernichtete mit seinem Reiterheer die Truppen Skleros’. Dafür erhielt Dawit die Gebiete des byzantinischen Reiches bis zu den Quellen des Araxes und dem Oberlauf des östlichen Euphrat für die Zeit seines Lebens. Er gliederte diese in sein Reich ein.
Nach einem erneuten Aufstand Kleinasiens 987 wurde dieses von dem Feldherrn Bardas Phokas erobert, der den Aufstand niedergeschlagen hatte. Er griff nach dem Kaiserthron und erhielt dabei Unterstützung von Dawit. Als Phokas aber besiegt wurde, musste Dawit versprechen, die Gebiete, die er 979 geschenkt bekam, nach seinem Tod wieder an Byzanz abzutreten. Ab 990 stieß Dawit immer wieder nach Süden gegen die islamischen Staaten vor und erreichte schließlich den Vansee.

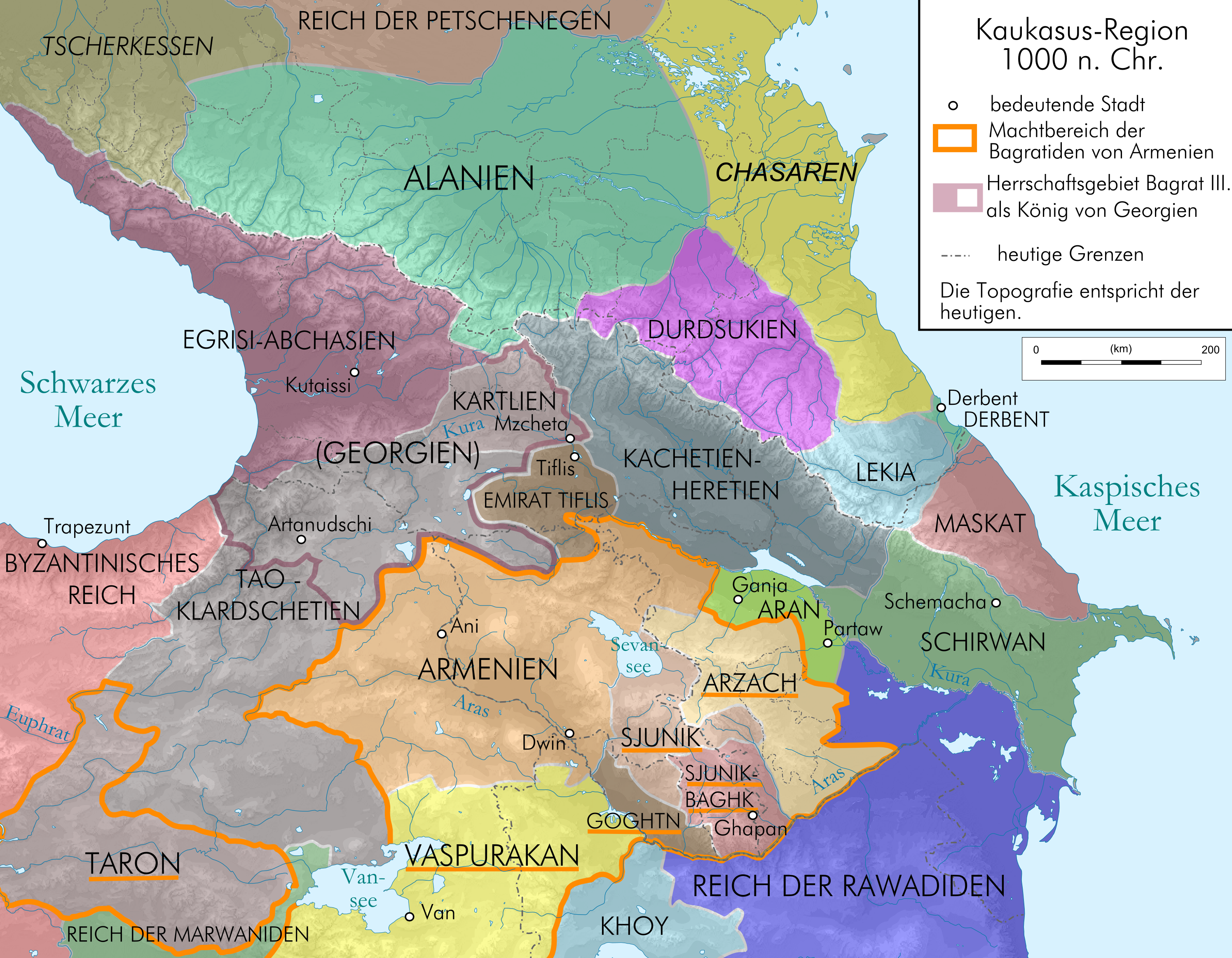
Kaukasus-Region um 1000 n. Chr., Tao-Klardschetien auf dem Höhepunkt seiner Macht vor der Vereinigung Georgiens

Als sich der Kampf um Kartlien Ende des 10. Jahrhunderts verschärfte wurde Dawit vom Eristawi von Innerkartlien gebeten sein Land zu beschützen. Daraufhin besetzte dieser Innerkartlien und setzte seinen Adoptivsohn als Herrscher ein. Da dieser 978 auch König Egrisi-Abchasiens geworden war vereinigten sich mit seinem Regierungsantritt in Nordtao 1001 die beiden großen georgischen Königreiche zu einem vereinigten georgischen Königreich.
Nach dem Tod Dawits fiel Südtao wieder an Byzanz.
Tao-Klardschetien blieb nach der Vereinigung Georgiens auch während der Mongolenzeit Teil des Königreiches.

### Neuzeit
1551 wurde das Gebiet Tao-Klardschetiens von den Osmanen eingenommen.
Nach dem 10. Russischen Türkenkrieg 1877 bis 1878 fielen große Teile der Region an das Russische Reich und bildeten die Oblast Kars. Am 22. April 1918 fiel das Gebiet zunächst an die Transkaukasische Föderation, am 26. Mai 1918 an die Demokratische Republik Georgien. In einem Zusatzabkommen zum Friedensvertrag von Brest-Litowsk verzichtete Sowjetrussland am 27. August 1918 im Namen Georgiens auf das Gebiet.
Im Vertrag von Kars vom 23. Oktober 1921 wurde der größte Teil Tao-Klardschetiens erneut türkisch. Der kleinere Teil gehörte zunächst zur Transkaukasischen SFSR, ab 1936 zur Georgischen SSR, ab 1991 zu Georgien.

## Religion
In Tao-Klardschetien wirkte besonders der Mönch Gregor von Chandsta vom Kloster Opiza. Er und seine Schüler gründeten zahlreiche orthodoxe Klöster wie Chandsta, Oschki, Chachuli, Yeni Rabat, İşhan, Bana und Berta. Tbeti war die bedeutendste Klosterkirche in der Region Schawscheti (um Şavşat).